# Vorwärts
A Vorwärts (Előre) német nyelvű, szociáldemokrata napilap. 1876-ban, Lipcsében alapították a Németországi Szocialista Munkáspárt (Sozialistische Arbeiterpartei Deutschlands – SAPD) lapjaként, Wilhelm Liebknecht és Wilhelm Hasenclever szerkesztésével, heti háromszori megjelenéssel. 1877. január 3. és 1878. július 7. között Friedrich Engels itt publikálta Anti-Dühring című könyvét cikksorozat formájában. Otto von Bismarck szocialistaellenes törvényei (Sozialistengesetz) betiltották a lapot, ezért azt 1884–1891-ig Berliner Volksblatt fejléccel publikálták. 1891-től fejlécén a Vorwärts – Berliner Volkszeitung főcím és Németország Szociáldemokrata Pártjának központi orgánuma alcím volt olvasható. 1894-ben a Vorwärts saját kiadót alapított, könyvek publikálásával is elkezdett foglalkozni. 1910–1915-ig Rudolf Hilferding volt a lap főszerkesztője. Hilferding ellenezte a háborút és az SPD-nek a háború idejére az osztályharcot felfüggesztő burgfrieden politikáját, így az újság rendszeresen szembekerült az SPD hivatalos irányvonalával. 1916-tól az SPD vezetése az ellenzékieket eltávolította, és Friedrich Stampfert tette meg főszerkesztőnek, aki 1933-ig töltötte be ezt az állást. Ezután az újság 1918-ig a háború támogatója volt.
A Vorwärts a weimari köztársaság alatt az aktuális események, riportok, elemzések, a szociáldemokráciát érintő bejelentések közlése mellett sport, szórakozás, üzleti és női rovatokat is fenntartott. Állandó szerkesztőgárdája a következő volt: Friedrich Stampfer (főszerkesztő), Curt Geyer, Richard Bernstein, Erich Kuttner, Ludwig Lessen, Viktor Schiff, Josef Steiner és a művészetkritika felelőse Max Hochdorff volt. Bár a weimari időszak alatt soha nem volt a radikalizmus szócsöve, a hivatalos pártvéleménytől általában balra álló irányzatot képviselt. Például a fegyverszüneti tárgyalások idején a katonaság iránti ellenszenve megnehezítette Friedrich Ebert és Gustav Noske számára az együttműködést a hadsereggel. A Kapp-puccs után cáfolta azt az állítást, hogy a Reichswehr nagyobb része a köztársaság oldalán állt, és Kuttner egyik cikke hozzájárult  Noske lemondásához. Amikor 1926 decemberében nyilvánosságra hozott egy dokumentumot a Szovjet-Oroszországgal kötött titkos katonai ügyletekről, az újság megingatta Noske utódjának, Otto Geßlernek a hadügyminiszteri pozícióját. 1927-re 1,2 millió előfizetővel a legnagyobb pártnapilappá vált. Bár általában ellenezte a Német Néppárttal (Deutsche Volkspartei – DVP) kötendő koalíciót, ám azt elég lagymatagon képviselte. Franz von Papen miniszterelnöksége idején számos alkalommal felfüggesztették megjelenését. 1931 utolsó hónapjaiban csökkentette kommunistaellenes támadásait egy a Németország Kommunista Pártjával (Kommunistische Partei Deutschlands – KPD) kötendő, laza, náciellenes szövetség hiábavaló reményében.
1933. február 28-án, a Reichstag-tűzre válaszul, az NSDAP betiltotta az újságot. 1933–1937-ig Prágában, 1938–1940-ig Párizsban, 1940-től pedig New Yorkban Neuer Vorwärts címmel jelent meg. 1948-ban Neuer Vorwärts néven újraalapították mint az SPD központi orgánumát. 1955-ben visszakapta a Vorwärts nevet, alcíme pedig szociáldemokrata hetilap lett.